# Proegmena
Proegmena là một chi bọ cánh cứng trong họ Chrysomelidae.
Chi này được miêu tả khoa học năm 1889 bởi Weise.

## Các loài
Các loài trong chi này gồm:
- Proegmena bipunctata (Chen, 1942)
- Proegmena impressicollis (Jacoby, 1891)
- Proegmena pallidipennis Weise, 1889
- Proegmena smaragdina (Gressitt & Kimoto, 1963)
- Proegmena taiwana Takizawa, 1978